# Уэрта-Оэсте
Уэрта-Оэсте (исп. Huerta Oeste)  — район (комарка) в Испании, входит в провинцию Валенсия в составе автономного сообщества Валенсия.

## Муниципалитеты
1. Алакуас
2. Альдайя
3. Чиривелья
4. Куарт-де-Поблет
5. Манисес
6. Мислата
7. Патерна
8. Пикания
9. Торренте